# Marchetto de Pádua
Marchetto de Pádua (Pádua?, c. 1274 -?, 1326; fl. 1305 - 1319) foi um compositor e musicólogo italiano da Idade Média. Foi um dos teóricos mais influentes de sua época e um dos fixadores da notação musical Ars nova.
Dos seus livros, são conhecidos o Lucidarium in arte musice plane (c. 1317-1318), o Pomerium in arte musice mensurate (c. 1318) e um resumo, Brevis compilatio, de data incerta. Entre as áreas em que ele trabalhou com originalidade estavam a afinação, o cromatismo, o ritmo, a interpretação e a notação. Das suas composições sobreviveram apenas três motetos.